# Babban Rouwa
Babban Rouwa (auch: Baban Rouwa, Babba Rouwa, Bahan Roua) ist ein Dorf in der Landgemeinde Bandé in Niger.

## Geographie
Das von einem traditionellen Ortsvorsteher (chef traditionnel) geleitete Dorf liegt rund elf Kilometer nordöstlich des Hauptorts Bandé der gleichnamigen Landgemeinde, die zum Departement Magaria in der Region Zinder gehört. Zu weiteren Siedlungen in der Umgebung von Babban Rouwa zählen Korama im Nordwesten, Gada Garin Gjadi und Garaké im Nordosten, Rouboundji im Südosten und Gocholo im Westen.
Babban Rouwa hat den Charakter einer Oase. Das Dorf ist Teil der Übergangszone zwischen Sahel und Sudan. Die durchschnittliche jährliche Niederschlagsmenge beträgt hier zwischen 400 und 500 mm.

## Bevölkerung
Bei der Volkszählung 2012 hatte Babban Rouwa 1184 Einwohner, die in 201 Haushalten lebten. Bei der Volkszählung 2001 betrug die Einwohnerzahl 766 in 139 Haushalten.

## Wirtschaft und Infrastruktur
Es gibt eine Schule im Dorf. Die 980,9 Kilometer lange Nationalstraße 11 zwischen Nigeria und Algerien führt durch Babban Rouwa.